# Maciej Wolski
Maciej Wolski (ur. 29 marca 1997 w Nowym Mieście Lubawskim) – polski piłkarz, występujący na pozycji pomocnika w polskim klubie Bruk-Bet Termalica Nieciecza.

## Kariera klubowa
Wychowanek Jezioraka Iława, do którego dołączył po kilku treningach w grupach młodzieżowych Drwęcy Nowe Miasto Lubawskie. Pod okiem trenera Jarosława Chodowca nabierał szlifów, by dołączyć na jeden sezon do Stomilu Olsztyn. W grupach młodzieżowych olsztyńskiego klubu, rywalizował między innymi w rozgrywkach Makroregionalnej Lidze Juniorów Młodszych. 
W styczniu 2018 został zawodnikiem ŁKS Łódź, z którym w przeciągu dwóch sezonów awansował z II ligi do ekstraklasy. W najwyższej klasie rozgrywkowej debiutował w pierwszej kolejce sezonu 2019/2020 w spotkaniu z Lechią Gdańsk; premierową bramkę zdobył w dziewiętnastej kolejce tego samego sezonu - przeciwnikiem był mistrz kraju Piast Gliwice. 
W czerwcu 2022 przeniósł się na zasadzie wolnego transferu z ŁKS Łódź do Stali Mielec.